# Helmut Weidelener
Helmut Weidelener (* 8. Dezember 1937 in Biberach an der Riß; † 15. Mai 2017 in Dresden) war Regierungspräsident des Regierungsbezirks Dresden.

## Biografie
Weidelener absolvierte von 1957 bis 1961 das Jurastudium und promovierte 1964. 
Er wurde Regierungsvizepräsident des Regierungsbezirks Oberfranken. 
Nach der Wiedervereinigung wurde er 1991 zum Regierungspräsidenten des Regierungsbezirkes Dresden berufen und war maßgeblich für den Aufbau dieser Behörde, die aus dem Rat des Bezirkes Dresden hervorging, verantwortlich. Er bekleidete dieses Amt bis ins Jahr 2000, sein Nachfolger wurde Henry Hasenpflug. Danach war Weidelener wieder als Rechtsanwalt in Dresden und München mit Spezialgebiet Verwaltungsrecht tätig.
1989 bis 2004 war  Weidelener Präsident des Bundesverbandes der Deutschen Standesbeamtinnen und Standesbeamten. Seit 2001 war er Vorstandsvorsitzender und von 2007 bis 2016 Vorsitzender des Stiftungsrates der Bürgerstiftung Dresden, seit 2002 Mitglied im Spendenrat des Deutschen Roten Kreuzes. Seit 2006 war Weidelener Präsident des DRK-Landesverbandes Sachsen.
Ferner war er Vizepräsident des Golfclubs Dresden Ullersdorf e.V., erster Vorsitzender des Förderkreises des Internationalen Begegnungszentrums St. Marienthal sowie Aufsichtsratsvorsitzender der Rehabilitationsklinik Radeburg. 
Im Oktober 2003 erhielt Weidelener das Verdienstkreuz am Bande des Bundesverdienstordens.  In Weideleners Amtszeit als Präsident des Bundesverbandes fiel die Einführung des Personenstandsrechts im Beitrittsgebiet.

## Schriften
- Eugen Ehmann, Heinz Stark, Helmut Weidelener: Deutsches Staatsangehörigkeitsrecht. Vorschriftensammlung mit erläuternder Einführung. 8. überarbeitete Auflage, Heidelberg / München 2010, ISBN 978-3-782-50502-4